# Alphonse Tchami
Alphonse Tchami (Batouri, 14 settembre 1971) è un ex calciatore camerunese, di ruolo attaccante.